# 扁蝽总科
扁蝽总科（学名：Aradoidea）也作扁椿象总科，是昆虫纲半翅目蝽次目（椿象下目）的一个总科，仅包含扁蝽科（Aradidae）和螱蝽科（Termitaphididae）2科。与蝽次目其他昆虫不同的是，扁蝽总科昆虫无毛点。